# Condado de Taylor (Iowa)
O Condado de Taylor é um dos 99 condados do estado norte-americano de Iowa. A sede do condado é Bedford, que é também a sua maior cidade. O condado tem uma área de 1386 km² (dos quais 3 km² estão cobertos por água), uma população de 6958 habitantes, e uma densidade populacional de 5 hab/km² (segundo o censo nacional de 2000). O condado foi fundado em 1847 e recebeu o seu nome em homenagem a Zachary Taylor (1784–1850) que foi Presidente dos Estados Unidos entre 1849 e 1850.